# Станіслав Краткі
Станіслав Краткі (чеськ. Stanislav Krátký; 11 листопада 1922 — 13 листопада 2010) — священик Брненської єпархії, теолог та викладач університету. Переслідувався комуністичним режимом, був одним з відомих представників прихованої церкви. Його посвячення в сан єпископа провів Фелікс Марія Давідек у 1968 році. У 1999–2010 роках був пробстом Мікуловської капітули.

## Біографія
Народився в Забрдовіце в бідній родині, соціальні обставини якої також вплинули на формування його особистості. В дитинстві його сильно вразило те, що його батько захворів на іспанку одразу після Першої світової війни. Закінчив гімназію, серед його однокласників були літературознавець Душан Єрабек і диригент Отакар Трхлік. Завдяки відмінним успіхам у навчанні він отримав стипендію імені Радована Новака, яку присуджував видатний чеський літературознавець Арне Новак, з яким Станіслав підтримував зв’язок до його смерті в 1939 році. На його духовне формування вплинула низка видатних особистостей із духовенства та монашества. Краткі навчався в духовній семінарії Брно лише один рік, після чого повністю посвятив себе службі. Проте йому вдалося закінчити кафедру теології.
В 1946 році був капеланом у Жарошіце, потім у Брно-Рєчковіце та Брно-Гусовіце (де серед його учнів були астроном Їржі Григар та професор Кветослав Шипр). Через свою активність у 1956 році його перевели до Жеротице поблизу Зноймо. Краткі був засуджений у 1958 році і після двох років ув'язнення, у Валдіце, був звільнений за амністією в 1960 році. Після звільнення працював кранівником на фірмі Pozemní stavdy Brno. У цей час, разом з Феліксом Давідком, він присвятив себе формуванню тих, хто зацікавлений у священстві.
У 1968 році був призначений священиком у Кунштаті і протягом одного року також працював на відновленому богословському факультеті в Оломоуці. У серпні 1968 року Станіслав Краткі був посвячений в сан єпископа для виконання завдань прихованої церкви. Зрештою, саме Станіслав Крацький ввів поняття «Прихована церква» та розробив його теологічно. У 1978 році був переведений на прикордонну парафію Градек поблизу Зноймо, де служив до 1999 року, коли став настоятелем Мікуловської капітули. Станіслав Краткі був одним із співзасновників Radio Proglas, у співпраці з FATYM, брав участь як місіонерський проповідник у відновленні народних місій у Чехії з 1997 року та був рушійною силою багатьох інших заходів та проектів.
У 2007 році представництво Південноморавського краю привела до нагороди Південно-Моравського краю за внесок у виховання молоді та особисту хоробрість у комуністичний період. Того ж року єпископ Брно Войтех Цікрле з нагоди 230-річчя заснування єпархії нагородив його медаллю св. Петра і Павла.
Помер 13 листопада 2010 р. в Райграді, поховання відбулося 20 листопада 2010 у церкві св. Яна в Мікулові. Похований у гробниці каноніків Мікуловської капітули.
У 2016 році парк у районі Брно-Север був названий на його честь.